# Clubiona ramoiensis
Clubiona ramoiensis este o specie de păianjeni din genul Clubiona, familia Clubionidae. A fost descrisă pentru prima dată de Thorell, 1881. Conform Catalogue of Life specia Clubiona ramoiensis nu are subspecii cunoscute.